# (1927) Suvanto
(1927) Suvanto (1936 FP; 1930 XN) ist ein Asteroid des Hauptgürtels, der am 18. März 1936 von Rafael Suvanto im Iso-Heikkilä-Observatorium (Turku) entdeckt wurde. Der Asteroid wurde nach seinem Entdecker Rafael Suvanto, einem Assistenten von Yrjö Väisälä, benannt.